# Evelyn Fox Keller
Evelyn Fox Keller (Queens, Nueva York, 20 de marzo de 1936- Cambridge (Massachusetts), 22 de septiembre de 2023) fue una física, historiadora de la ciencia, filósofa de la ciencia, escritora y feminista estadounidense. Fue profesora de Historia y Filosofía de la Ciencia en el Instituto Tecnológico de Massachusetts. Los primeros trabajos de Keller se concentraron en la intersección de la física y la biología. Su investigación posterior se centró en la historia y la filosofía de la biología moderna y en el género y la ciencia.

## Biografía
Evelyn Fox Keller fue hija de padres rusos judíos, Rachel y Albert Fox, que habían migrado primero a Canadá y, luego, a Estados Unidos en 1933. Es la menor de tres hermanos, el biólogo Maurice Fox y la activista social Frances Fox Piven. Nació en el barrio Jackson Heights (Queens) y creció en Woodside. Inició su educación primaria en una escuela pública de New York. A los 11 años, quiso ser psicoanalista, luego de la explicación de su hermana Frances sobre el subconsciente. Sin embargo, cuando terminó la secundaria, su hermano Maurice logró convencerle en entrar a las ciencias, lo que hizo en el Queens College. Durante su primer año, su profesor de Cálculo le sugirió pasar a Física. Al final de ese año académico, Keller planeó transferirse a un college que le obligara a vivir fuera de la casa de sus padres. Teniendo en cuenta también los costos de transferencia y la posibilidad de recibir una beca, bajo consejo de su hermano mayor, optó por transferirse a la Universidad de Brandeis, de origen judío. Finalmente, Keller se licenció en Física en la Universidad de Brandeis en junio de 1957. 
A partir de conseguir una beca de la National Science Foundation el mismo año, continuó sus estudios en Física Teórica en la Universidad de Harvard. Su grado de maestría lo recibió en 1959 de la Radcliffe College, instituto perteneciente a la Universidad de Harvard que estaba dirigido sólo a mujeres. Su grado de Ph.D. lo recibió a nombre de Harvard en junio de 1963, con una tesis que combinó la Física Teórica y Biología Molecular, cuyo asesor fue Matthew Meselson. Ese mismo año, comenzó como docente en el horario nocturno de la New York University.
Luego de terminar sus estudios de doctorado y antes de iniciar su proceso de tesis, Fox tomó un periodo de vacaciones familiares en Cold Springs Harbor (New York) en el verano de 1960. Ahí, se empezó a interesar por la biología molecular durante una visita a los Long Island Biological Laboratories. Su trabajo posterior se centró en la historia y filosofía de la biología moderna, así como en los Estudios de ciencia, tecnología y género.
Fue docente en la New York University, Cornell University Medical College, University of Maryland, Northeastern University, University of California - Berkeley, California Institute of Technology, Max Planck Institute for the History of Science (Alemania), École normale supérieure, University of Minnesota, Radcliffe Institute for Advanced Study y Smith College. Fue profesora emérita de Historia y Filosofía de la Ciencia en el Instituto Tecnológico de Massachusetts y profesora de la Universidad de Nueva York y del departamento de retórica de la Universidad de California, Berkeley.

## Experiencia personal como mujer en ciencias
Parte de su interés por convertirse en Física fue querer romper con el estereotipo de que las mujeres no son buenas en ciencias. Sin embargo, al mostrar interés en la física teórica durante sus estudios de doctorado en Harvard, era conocida dentro del ambiente estudiantil como una "anomalía". Tal como sucedía desde el siglo XIX en el mundo, fue víctima de bullying por parte de sus profesores a través de humor sexista, y de rumores sobre supuestos plagios. Esto ocurrió dentro del principio general en Harvard de que las mujeres no podían terminar sus estudios en Física Teórica. A pesar de ello, Evelyn Fox terminó sus estudios en dos años. Debido al bullying recibido, se sintió perseguida por sus compañeros de estudios y el profesorado masculino, por lo que tomó un tiempo de descanso con su familia. Luego de ello, regresó a Harvard para conseguir un asesor de tesis y graduarse en 1963.

## Pensamiento sobre ciencia y género
Evelyn Fox Keller ha documentado cómo la esfera pública identificada como masculino y la esfera privada identificada como femenina han estructurado el pensamiento en dos áreas de la biología evolutiva: genética de poblaciones y ecología matemática. Su preocupación es mostrar cómo el proceso de selección que ocurre en el contexto del descubrimiento limita lo que llegamos a conocer. Keller sostiene que la suposición de que el individuo atomístico es la unidad fundamental en la naturaleza ha llevado a los genetistas de poblaciones a omitir la reproducción sexual de sus modelos. Aunque la crítica del individualismo fuera de lugar no es nada nuevo, la dinámica de género que Keller revela lo es. Según Keller, los genetistas tratan la reproducción como si los individuos se reprodujeran a sí mismos, eludiendo de manera efectiva las complejidades de la diferencia sexual, las contingencias del apareamiento y la fertilización. Ella compara el individuo atomista de los biólogos con el individuo heurístico representado por los teóricos políticos y económicos occidentales de la corriente dominante. Keller argumenta además que los biólogos usan valores atribuidos a la esfera pública de la cultura occidental para describir las relaciones entre individuos (mientras que los valores generalmente atribuidos a la esfera privada para describir relaciones se confunden con el interior de un organismo individual).

## Distinciones
Evelyn Fox Keller ha recibido nueve títulos honoríficos por universidades e institutos de Estados Unidos, Países Bajos y Suecia, así como tres premios.
1986: Premio a la Publicación Distinguida (en inglés, Distinguished Publication Award) de la Asociación de Mujeres en Psicología (en inglés, Association for Women in Psychology), Estados Unidos
1991: Doctora honoris causa en Leyes (en latín, Litterarum Humaniorum Doctoris. L.L.D.) por la Mount Holyoke College (Massachusetts)
1993: Doctora honoris causa por la Universidad de Ámsterdam (Países Bajos)
1995: Doctora honoris causa en Letras Humanas (D.H.L.) por el Instituto Politécnico Rensselaer (en inglés, Rensselaer Polytechnic Institute) ubicado en Troy, Nueva York
1995: Doctora honoris causa en Ciencia Humana por la universidad Simmons (antes, Simmons College), de Boston, Massachusetts
1996: Doctora honoris causa en Tecnología, por la Universidad Técnica de Luleå (en inglés, Luleå University of Technology), de Suecia
2000: Título Honorífico (en inglés, honorary degree) otorgado por la universidad privada Allegheny College, de Pensilvania
2001: Doctora honoris causa en Letras (LittD) por la Universidad Wesleyana (Connecticut)
2005: Otorgamiento de una Cátedra Internacional de Investigación sobre Historia de la Filosofía para la Universidad de París (Université de Paris 7), por la Cátedra de excelencia Blaise Pascal (en francés, Chaires Internationales de Recherche Blaise Pascal) de Francia
2006: Elección como miembro de la Sociedad Filosófica Estadounidense (en inglés, American Philosophical Society), en la clase IV. Humanidades (en inglés, Humanities), subdivisión Historia de la Ciencia
2007: Elección como miembro de la Asociación Estadounidense de Artes y Ciencias (en inglés, American Academy of Arts and Sciences), en la especialidad Historia del área de Humanidades y Artes
2007-2008: Elección como miembro del Centro Nacional de Humanidades (en inglés, National Humanities Center), ubicado en Carolina del Norte (Estados Unidos), dentro del proyecto trianual llamado "Autonomía, Singularidad, Creatividad: El Ser Humano y las Humanidades" (en inglés, "Autonomy, Singularity, Creativity: The Human and the Humanities", ASC)
2008: Título Honorífico otorgado por la universidad privada Dartmouth College (Nuevo Hampshire), conferido como galardonada externa en el área de Ciencia
2011: Doctora honoris causa en Ciencia, por la Purchase College de la Universidad Estatal de Nueva York (en inglés, State University of New York, SUNY) 
2011: Ingreso al Salón de la Fama Científica (en inglés, Science Hall of Fame, o SHoF), organizado por la revista Science, indicador basado en las veces que un/a científica/o es citada/o en millones de textos en los últimos dos siglos
2011: Premio John Desmond Bernal por los Estudios Sociales de la Ciencia (en inglés, Jhon Desmond Bernal Prize for the Social Studies of Science), otorgado por la Sociedad de los Estudios Sociales de la Ciencia (en inglés, Society for Social Studies of Science), en Milwaukee (Wisconsin)
2018: Premio Dan David (en inglés, Dan David Prize), de la Dan David Foundation, ubicada en la Universidad de Tel Aviv, otorgado a tres personas por año que hayan hecho contribuciones destacadas para la humanidad y que representen las tres dimensiones del tiempo: pasado, presente y futuro

## Becas especiales recibidas
1992: Beca MacArthur (MacArthur Fellows, clase de 1992), otorgada a personas con talento y creatividad extraordinarios, en el área Historia de la Ciencia y la Tecnología
2000: Beca Guggenheim, de la John Simon Guggenheim Memorial Foundation (Nueva York), en el área Historia de la Ciencia y la Tecnología
2001: Financiamiento para Programas Especiales de la fundación Rockefeller (en inglés, The Rockefeller Foundation) para la elaboración del libro Making Sense of Life Explaining Biological Development with Models Metaphors and Machines
2004-2005: Beca Radcliffe, del Harvard Radcliffe Institute (Massachusetts), para sus análisis del estudio sobre psicología del desarrollo